# Carlão de Oliveira
José Carlos de Oliveira, mais conhecido como Carlão de Oliveira (, ) é um político brasileiro, ex-deputado estadual pelo estado do Rondônia que, juntamente com seu irmão Moisés José Ribeiro de Oliveira, foi condenado a 14 anos de prisão na chamada Operação Dominó.